# Microterys scarlatoi
Microterys scarlatoi is een vliesvleugelig insect uit de familie Encyrtidae. De wetenschappelijke naam is voor het eerst geldig gepubliceerd in 1996 door Sugonjaev.